# مجید پتکی
مجید پُتکی (زادهٔ ۲۵ شهریور ۱۳۵۳) بازیگر تئاتر، سینما و تلویزیون و کارگردان تئاتر و صداپیشه ایرانی است.
او در سال ۲۰۱۶ موفق به دریافت جایزهٔ بهترین بازیگر نقش اول مرد با عنوان جایزه دستاورد ویژه از جشنواره بین‌المللی فیلم «مانهایم» آلمان (برای بازی در نقش پدر در فیلم «زمانی دیگر» به کارگردانی ناهید حسن‌زاده) شد و برای بازی در فیلم کوتاه دیگری به کارگردانی  آکو زند کریمی موفق به دریافت جایزه بهترین بازیگر مرد از جشنواره‌های اوتابیانای برزیل ۲۰۲۱ و اسکرین پاور انگلستان ۲۰۲۰ گشته. مجید پتکی هم‌اکنون در سمت «مسئول نمایش‌های آئینی و سنتی استان گیلان» نیز فعال می‌باشد.

## زندگی‌نامه
مجید پتکی در ۲۵ شهريور ۱۳۵۳ در شهرستان رشت (استان گیلان) به دنیا آمد. شروع فعالیت هنری او به دوران تحصیلی ابتدایی و راهنمایی و دبیرستان بازمی‌گردد. او در سال ۱۳۷۶ در رشته تحصیلی کامپیوتر وارد دانشکده فنی رجایی لاهیجان شده و از همان سال نیز در آمفی تئاتر همین دانشکده فعالیت تئاتری خود را با تمرکز بر نمایش‌های آیینی و سنتی در پیش گرفت.
همزمان با افتتاح شبکه تلوزیونی باران از سال ۱۳۷۷ در سریال‌ها، نمایش‌ها و فیلم‌های تلوزیونی این شبکه به صورت مستمر فعال بوده و تا کنون به عنوان بازیگر در ده‌ها اثر تولید شده در این شبکه و سایر شبکه‌های تلوزیونی فعالیت داشته است و با کارگردان های خوب کشور همچون آقایان محمد رسول‌اف، علی شاه حاتمی، محمدعلی طالبی، منوچهر هادی، احمد معظمی، مهدی جعفری، امیرعباس ربیعی، سید جلال حاتمی، فریدون حسن پور، آکو زند کریمی، زنده یاد بهزاد رفیعی و خانم ناهید حسن زاده همکاری داشته است.
همچنین ایشان در شبکه نمایش خانگی سابقه فعالیت با کارگردان هایی همچون مهران مدیری، کمال تبریزی، فریدون جیرانی، شهرام شاه‌حسینی، نیما جاویدی، محمدحسین مهدویان، برزو نیک نژاد، ابراهیم ابراهیمیان، سروش محمدزاده را در کارنامه خود دارد. او همچنین در «رادیو گیلان» به عنوان بازیگر و صداپیشه در نمایش‌های رادیویی فعالیت دارد.

## فیلم‌شناسی

### تلویزیون
| سال       | نام سریال         | شبکه                      | نقش                | کارگردان                       |
| --------- | ----------------- | ------------------------- | ------------------ | ------------------------------ |
| ۱۴۰۳      | غریبه             | شبکه سه                   | حامد آهنگری        | سروش محمدزاده                  |
| ۱۴۰۳      | فراری             | شبکه یک                   | دربندی             | امیر دارساگر                   |
| ۱۴۰۲      | بازپرس            | شبکه یک                   | سالار خان قوام     | احمد معظمی                     |
| ۱۴۰۱      | ابر می‌بارد        | شبکه دو                   | دکتر احتشام        | محمدرضا معینی                  |
| ۱۴۰۰      | روزهای آبی        | شبکه پنج                  | جواد               | محمدرضا حاجی غلامی             |
| ۱۴۰۰      | در کنار پروانه ها | شبکه دو                   | تقی                | داریوش یاری                    |
| ۱۳۹۹      | کامیون            | شبکه دو                   |                    | مسعود اطیابی                   |
| ۱۳۹۸-۱۴۰۰ | کلبه ای در مه     | شبکه سه                   | خلیل               | حسن لفافیان                    |
| ۱۳۹۷      | دلدادگان          | شبکه سه                   | جوانی عنایت        | منوچهر هادی                    |
| ۱۳۹۷      | کوبار             | شبکه یک                   | نظیر               | فریدون حسن‌پور                  |
| ۱۳۹۷      | گنج راه شیری      | شبکه باران                | شمیسا              | فرهاد مهران‌فر                  |
| ۱۳۹۶      | روزهای بهتر       | شبکه یک                   | ناصر               | علیرضا محمودزاده دانش اقباشاوی |
| ۱۳۹۶      | آرماندو           | شبکه یک                   | سرمدی (وکیل)       | احسان عبدی‌پور                  |
| ۱۳۹۳      | بام های مه آلود   | شبکه باران و شبکه شما     |                    | علی حلوی                       |
| ۱۳۹۱-۱۳۹۲ | گذر از رنج ها     | شبکه یک                   | پدر دنیا (سهراب)   | فریدون حسن‌پور                  |
| ۱۳۹۰      | راز               | شبکه آموزش                |                    | فرهاد جم                       |
| ۱۳۸۹      | عاقله محله        | شبکه باران                | سالار              | امیر ثابت                      |
| ۱۳۸۷      | آواز چیکا         | شبکه سه و شبکه های استانی | جوانشیر            | محمدرضا معینی                  |
| ۱۳۸۶      | آینه در غبار      | شبکه باران                |                    | فرهاد پاک سرشت                 |
| ۱۳۸۵      | ایستگاه آخر       | شبکه باران                | علی حلوی           |                                |
| ۱۳۸۵      | بازارچه           | شبکه باران                | فرهاد پاک سرشت     |                                |
| ۱۳۸۴      | راه شب            | شبکه سه                   | داریوش فرهنگ       |                                |
| ۱۳۸۴      | فردا روشن است     | شبکه دو - شبکه باران      | فرهاد پاک سرشت     |                                |
| ۱۳۸۳      | در این حوالی      | شبکه باران                | فرهاد پاک سرشت     |                                |
| ۱۳۸۲-۱۳۸۳ | آواز مه           | شبکه یک                   | داماد              | حسینعلی فلاح لیالستانی         |
| ۱۳۸۲      | روز شمار زندگی    | شبکه باران                |                    | فرهاد پاک سرشت                 |
| ۱۴۰۰      | ماه خوبان         | شبکه دو                   | محمدرضا حاجی غلامی |                                |

### شبکه نمایش خانگی
| سال       | نام سریال       | کارگردان           | نقش                              | پخش          |
| --------- | --------------- | ------------------ | -------------------------------- | ------------ |
| ۱۴۰۳      | زخم کاری:انتقام | محمدحسین مهدویان   | اسماعیل طلوعی(برادر مسعود طلوعی) | فیلیمو       |
| ۱۴۰۲      | مرداب           | برزو نیک‌نژاد       | سرهنگ                            | فیلم‌نت       |
| ۱۴۰۱      | رهایم کن        | شهرام شاه‌ حسینی    | باغ دار                          | فیلیمو       |
| ۱۴۰۱      | آکتور           | نیما جاویدی        | غفوری                            | فیلیمو نماوا |
| ۱۴۰۰      | میدان سرخ       | ابراهیم ابراهیمیان | وکیل (طهماسبی)                   | فیلیمو       |
| ١٣٩٩      | سیاوش           | سروش محمدزاده      | منصور                            | نماوا        |
| ۱۳۹۹      | هیولا           | مهران مدیری        | قاضی                             | نماوا فیلیمو |
| ۱۳۹۸-۱۳۹۷ | نهنگ آبی        | فریدون جیرانی      | وکیل                             | فیلیمو       |
| ۱۳۹۱-۱۳۸۹ | قهوه تلخ        | مهران مدیری        | آجودان نظمیه                     | پخش الوند    |

### فیلم سینمایی
| نام فیلم سینمایی       | نقش                         | کارگردان               | سال  |
| ---------------------- | --------------------------- | ---------------------- | ---- |
| پرواز ۱۷۵              |                             | محمدحسین حقیقت         | ۱۴۰۲ |
| سرهنگ ثریا             |                             | لیلی عاج               | ۱۴۰۱ |
| ضد                     | حجت اسلام فتحی              | امیرعباس ربیعی         | ۱۴۰۰ |
| بیرو                   | رئیس هیئت فوتبال لرستان     | مرتضی علی عباس میرزایی | ۱۳۹۹ |
| مسیل                   | یعقوب                       | سلما بابایی            | ۱۳۹۹ |
| پسر انسان              | بهمن                        | سیده سپیده میرحسینی    | ۱۳۹۹ |
| لباس شخصی              | جواد                        | امیرعباس ربیعی         | ۱۳۹۸ |
| تورقوزآباد             | بهمن                        | علی شاه حاتمی          | ۱۳۹۹ |
| ۲۳ نفر                 | سروان تقوی                  | مهدی جعفری             | ۱۳۹۷ |
| زمانی دیگر             | پدر                         | ناهید حسن زاده         | ۱۳۹۷ |
| هاچ بک قرمز            | اویسی (مدیر امور مالی شرکت) | اشکان نجفی میلانی      | ۱۳۹۷ |
| ناردون                 | رمضان                       | فریدون حسن پور         | ۱۳۹۵ |
| لیلاج                  | داوود                       | داریوش یاری            | ۱۳۹۵ |
| پایان رویاها           | کوهیار                      | محمدعلی طالبی          | ۱۳۹۵ |
| لرد                    | مدیر مدرسه                  | محمد رسول‌اف            | ۱۳۹۴ |
| قول                    | پدر                         | محمدعلی طالبی          | ۱۳۹۳ |
| دوباره پرواز خواهی کرد | بازیگر                      | هوشنگ درویش پور        | ۱۳۹۱ |

### فیلم تلویزیونی و تله فیلم
| سال                       | فیلم تلویزیونی و تله فیلم | شبکه                  | نقش                  | کارگردان      |
| ------------------------- | ------------------------- | --------------------- | -------------------- | ------------- |
| ۱۳۹۹                      | کاگلی                     | شبکه یک               | پدر رحمان            | بهزاد رفیعی   |
| ۱۳۹۹-۱۳۹۸                 | خون بها                   | شبکه یک شبکه دو       | مجید                 | حامد علیزاده  |
| ۱۳۹۶-۱۳۹۵                 | بلوکا                     | شبکه دو               | هاشم(صیاد)           | مهدی جعفری    |
| ۱۳۹۵                      | ریشه ها                   |                       | پدر                  | محمدرضا معینی |
| ۱۳۹۵                      | قدم خیر                   | شبکه یک               | رشید                 | مسعود فرخنده  |
| ۱۳۹۲                      | سکوت رعنا                 | شبکه باران            | پدر رحمان            | بهزاد رفیعی   |
| ۱۳۹۱                      | یک روز سرد                | شبکه یک               | امیدزاده             | محمدعلی طالبی |
| ۱۳۹۰                      | برگ و باد                 | شبکه دو               | فرمانده نیروی دریایی | جواد افشار    |
| ۱۳۸۸                      | نقطه صفر                  | جشنواره فیلم فجر ۱۳۸۸ | رحیم                 | امیرقاسم راضی |
| ۱۳۸۶                      | ارثیه مادری               | شبکه باران            |                      | فریدون قدیمی  |
| ۱۳۸۵                      | روجا                      | شبکه دو               |                      | علی نیازمند   |
| ۱۳۸۵                      | سرود شالیزار              | شبکه باران            |                      | مرتضی اعوانی  |
| سریال یا مجموعه تلویزیونی | شبکه                      | کارگردان              | سال                  |               |
| محکومین۲                  | شبکه یک                   | سید جلال حاتمی        | ۱۳۹۸                 |               |
| محکومین                   | شبکه یک                   | سید جلال حاتمی        | ۱۳۹۶                 |               |
| زندگی از نو               | شبکه پنج                  | علی محمد قاسمی        | ۱۳۹۶-۱۳۹۷            |               |
| نقطه صفر                  | شبکه باران                | محمدرضا معینی         | ۱۳۸۵                 |               |
| اتوبوس شادی               | شبکه شما                  | پیمان حقانی           | ۱۳۸۰                 |               |

|}

### فیلم کوتاه
| سال  | فیلم کوتاه           | نقش            | کارگردان                     |
| ---- | -------------------- | -------------- | ---------------------------- |
| ۱۴۰۲ | بی جان               | مرد            | شاهین جلالی                  |
| ۱۴۰۲ | شریف                 | ‌‌شریف           | محمد علیزاده فرد             |
| ۱۴۰۱ | ناخوانده             | رییس           | سینا رضایی                   |
| ۱۴۰۱ | روحن، شکوه خاموش     | مرد            | ناهید حسن‌زاده                |
| ۱۴۰۰ | خنده بی دلیل گوزن ها | آیت            | سجاد ایمانی                  |
| ۱۴۰۰ | شبی سیصد             | پدر احسان      | محسن نجفی مهری               |
| ۱۴۰۰ | دیگری                | پدر            | آکو زند کریمی سامان حسین پور |
| ۱۴۰۰ | دابُر                 | پدر            | سعید نجاتی                   |
| ۱۴۰۰ | بازگشت               | رحیم           | شهریار پورسیدیان             |
| ۱۴۰۰ | سپیده دم نبود        | مرد            | پریسا جباری                  |
| ۱۴۰۰ | آخرین نفس            | رحمت           | شروین خسروی                  |
| 1399 | پلن بی               | حبیب           | نیما رحیم پور                |
| 1397 | بازگشت               | رحیم           | شهریار پورسیدیان             |
| 1396 | 2016                 | بازیگر نقش اول | سید سعید نعمتی               |
| ۱۳۹۵ | چین آخر              | بازیگر نقش اول | سعید حسن پور                 |
| ۱۳۹۵ | خوشه های ایرانی      | بازیگر نقش اول | سعید حسن پور                 |

### تئاتر
| سال       | نام تئاتر                   | سمت              | کارگردان                 | مکان اجرا                              |
| --------- | --------------------------- | ---------------- | ------------------------ | -------------------------------------- |
| ۱۴۰۳      | فیل و ابابیل (نمایش عروسکی) | کارگردان نویسنده | مجید پتکی                | سردار جنگل رشت                         |
| ۱۴۰۱      | دل خون                      | بازیگر           |                          | تالار مرکزی رشت                        |
| ۱۴۰۱      | گازخاله                     | سیاه             | مجید پتکی                | تالار مرکزی رشت                        |
| ۱۳۹۷      | آمیز فرفره                  | سیاه             | مجید پتکی                | مجتمع خاتم النبیا سالن وارش            |
| ۱۳۹۶      | همسایه راستگویان            | ابراهیم          |                          | جشنواره بسیج                           |
| 1395      | ببین سطل شما چجوریه         | نویسنده بازیگر   | نوشین تقوی               | کانون پرورش فکری کودکان و نوجوانان رشت |
| ۱۳۹۴      | سفر به جنگل                 | کارگردان نویسنده | امیر حامد مهدی پتکی      | کانون پرورش فکری کودکان و نوجوانان رشت |
| ۱۳۹۴      | فیل و ابابیل (نمایش عروسکی) | نویسنده          | مجید پتکی                | آمفی تئاتر املش                        |
| ۱۳۹۳      | کاراییش تنبل و زرنگ         | نویسنده بازیگر   | مهدی پتکی                | جشنواره کودک و نوجوان                  |
| ۱۳۹۳      | تنبل و زرنگ                 | نویسنده طراح     | مجید پتکی                |                                        |
| ۱۳۹۳      | نوروز سلام                  | کارگردان نویسنده | امیر حامد مهدی پتکی      | ارشاد لنگرود جشنواره استانی            |
| ۱۳۹۰      | عتیقه                       | سیاه             | مجید پتکی                | سالن آمفی تئاتر محیط زیست رشت          |
| ۱۳۹۰      | قهوه قجری                   | بازیگر           | امیر بدرطالعی            | مجتمع خاتم النبیا سالن وارش            |
| ۱۳۸۲      | آمین گفتن مردگان در عنبر    | بازیگر           | وحید درویشی              | تالار سبز مجتمع خاتم النبیا رشت        |
| ۱۳۸۲      | گیله اوخان                  | سیاه             | کیوان خسرو مرادی         | سردار جنگل رشت                         |
| ۱۳۸۲      | گیله اوخان                  | سیاه             | کیوان خسرو مرادی         | آمفی تئاتر کرمان                       |
| ۱۳۸۲      | گیله اوخان                  | سیاه             | کیوان خسرو مرادی         | اهواز                                  |
| ۱۳۸۱      | داستان دیب خنده ناک         | سیاه             | ابوذر مزاری جلالی        | سردار جنگل رشت                         |
| ۱۳۸۱      | داستان دیب خنده ناک         | سیاه             | ابوذر مزاری جلالی        | آمفی تئاتر خرم آباد                    |
| ۱۳۸۱      | داستان دیب خنده ناک         | سیاه             | ابوذر مزاری جلالی        | تالار هنر تهران                        |
| ۱۳۸۰      | جنگ کور (خانه ابری)         | بازیگر           | حمیدرضا فتحی نیما حسندخت | دانشکده فنی شهرکرد                     |
| ۱۳۷۹      | وقتی سنگها عاشق میشوند      | بازیگر در 7 نقش  | مهدی دانش رفتار          | سالن فرهنگیان لاهیجان                  |
| ۱۳۷۸      | مبارک و خیلی ها             | سیاه             | حمیدرضا فتحی             | آمفی تئاتر دانشکده شهید رجایی لاهیجان  |
| ۱۳۷۸      | ماجراهای مبارک و حاکم مریض  | سیاه             | مهدی پتکی                | آمفی تئاتر دانشکده شهید رجایی لاهیجان  |
| ۱۳۷۸      | حاجی و طلبکار               | سیاه             | حمیدرضا فتحی             | سالن اداره ارشاد لاهیجان               |
| 1372      | ماجراهای مبارک و حاکم مریض  | سیاه             | رضا عباسی                | هتل کادوس رشت                          |
| 1367-1369 | ماجراهای مبارک و حاکم مریض  | بازیگر کارگردان  | مهدی پتکی                | مدرسه راهنمایی تحصیلی اسلامی رشت       |

## جوایز و افتخارات
|       | عنوان جایزه - نام جشنواره - مکان جشنواره                                         |      |                   |
| ----- | -------------------------------------------------------------------------------- | ---- | ----------------- |
| برنده | جایزه بهترین بازیگر نقش اول مرد از جشنواره بین‌المللی فیلم مانهایم-هایدلبرگ آلمان | 2016 | فیلم "زمانی دیگر" |
| نامزد | جایزه بهترین بازیگر مرد بخش رادیو تئاتر در سی و یکمین جشنواره تئاتر فجر ایران    | 1391 | تئاتر "قهوه قجری" |
| برنده | جایزه بهترین بازیگر مرد از جشنواره فیلم کوتاه اسکرین پاور انگلستان               | 2020 | فیلم "دیگری"      |
| برنده | جایزه بهترین بازیگر مرد از جشنواره فیلم کوتاه وتابیانای برزیل                    | 2021 | فیلم "دیگری"      |

- برنده جایزه بهترین بازیگر نقش اول مرد از جشنواره بین‌المللی فیلم مانهایم-هایدلبرگ آلمان ۲۰۱۶ - برای بازی در فیلم زمانی دیگر[۳]
- نامزد دریافت جایزه بهترین بازیگر مرد بخش رادیو تئاتر در سی و یکمین جشنواره تئاتر فجر 1391 [۶]
- برنده جایزه بهترین بازیگر مرد از جشنواره فیلم کوتاه اسکرین پاور انگلستان - ۲۰۲۰ - برای بازی در فیلم «دیگری» [۷]
- برنده جایزه بهترین بازیگر مرد از جشنواره فیلم کوتاه وتابیانای برزیل - ۲۰۲۱ - برای بازی در فیلم «دیگری»[۲]